# Keimzentrum

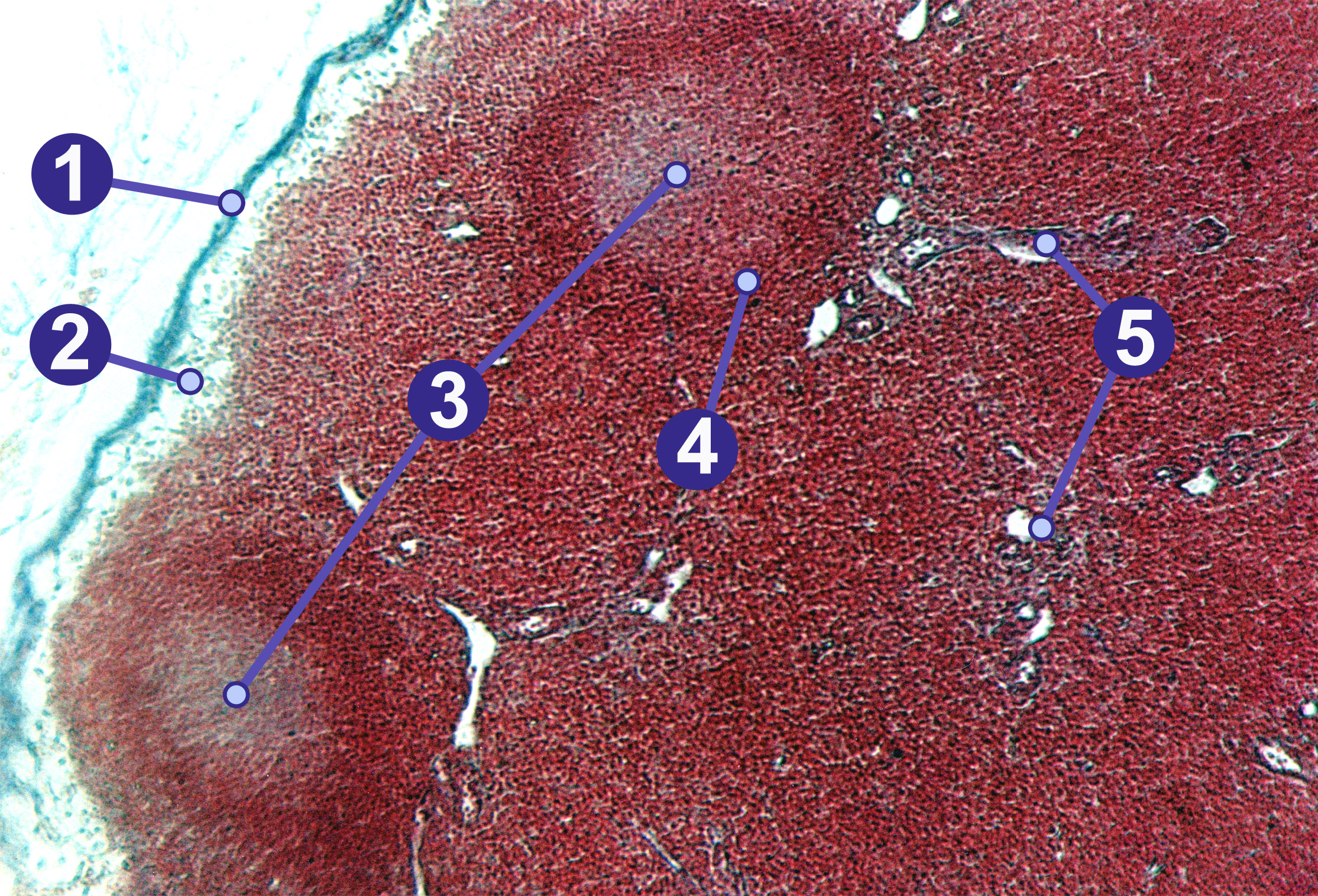
Lymphknoten mit zwei Sekundärfollikeln: (1) Kapsel, (2) Randsinus, (3) Keimzentrum (Sekundärfollikel), (4) Parafollikulärer Raum, (5) Trabekel

Ein Keimzentrum ist eine besondere Struktur innerhalb von lymphatischen Organen, die nur nach Antigenkontakt entsteht. Sie ist Ausdruck einer aktiv stattfindenden Reifung von B-Zellen im Rahmen einer humoralen Immunantwort. Keimzentren entstehen in den Follikeln von sekundären lymphatischen Organen (z. B. Lymphknoten und Milz). Follikel sind Ansammlungen von B-Zellen in diesen Organen. Primäre Follikel besitzen kein Keimzentrum. Sie bestehen nur aus Antigen-unerfahrenen B-Zellen. Nach Kontakt mit einem passenden Antigen beginnen sich passende B-Zellen schnell zu teilen. Die Zone der sich rapide vermehrenden B-Zellen unterscheidet sich mikroskopisch vom umgebenden Follikel, weshalb sie licht-mikroskopisch gut zu erkennen ist. Sie wird als Keimzentrum definiert. Per Definition wird aus einem Primärfollikel mit dem Auftreten eines Keimzentrums ein Sekundärfollikel. Die Funktion einen Keimzentrums besteht darin, für B-Zellen einen passende Umgebung zu bieten, um hoch-affine Antikörper auszubilden. Naive B-Zellen begründen das Keimzentrum und vermehren sich darin. Während dieser Vermehrung mutieren sie jene genetische Sequenzen, die für die Antigen-bindende Region ihres B-Zell-Rezeptors und damit der späteren Antikörper kodiert. Anschließend werden die mutierten B-Zellen auf ihre Bindungsaffinität zum ursprünglichen Antigen getestet. Nur die B-Zellen mit der höchsten Affinität überleben. Alle anderen B-Zellen gehen durch Apoptose zugrunde. Die überlebenden B-Zellen verlassen nun das Keimzentrum und siedeln sich andernorts im Körper ab. Dabei produzieren sie große Mengen ihrer Antikörper und werden als Plasmazellen bezeichnet.

## Struktur eines Keimzentrums

### Helle und dunkle Zone

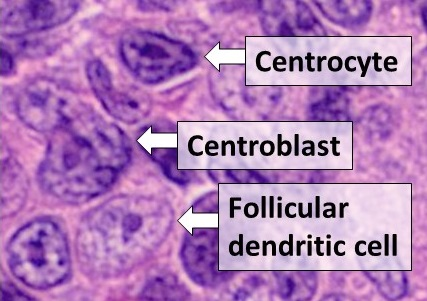
Vergrößerte Darstellung eines Keimzentrums, gefärbt mit HE und aufgenommen mit einem Lichtmikroskop. Dargestellt sind drei typische Zellpopulationen: Zentrozyten (centrocyte), Zentroblasten (centroblast) und follikuläre dendritische Zellen (follicular dendritic cell).

Ein Keimzentrum besteht prinzipiell aus zwei nebeneinander liegenden Zonen: eine helle und eine dunkle Zone. In der dunklen Zone vermehren sich die aktivierten B-Zellen. Diese sich teilenden B-Zellen werden als Zentroblasten bezeichnet. Da sie dicht beieinander liegen und dunkle Zellkerne haben, erscheint ihre Zone dunkel. Nach der Teilung wandern die Zentroblasten in die helle Zone ein. Hier findet die Affinitätsprüfung statt. Aufgrund der niedrigeren Zelldichte erscheint diese Zone hell. Um das Keimzentrum herum befindet sich die Mantelzone. Dort sind die restlichen B-Zellen des Ursprungsfollikels lokalisiert, die nicht in das Keimzentrum eingegangen sind.

### Zellen des Keimzentrums
1. B-Zellen: Innerhalb des Keimzentrums befinden sich insbesondere B-Zellen. Abhängig vom Stadium, in dem sie sich befinden, werden sie als Zentrozyten oder Zentroblasten bezeichnet. Eine Unterscheidung zwischen beiden Typen ist anhand des Aussehens des Zellkerns oder spezifischer Oberflächenantigene möglich[7].
2. Dendritische Zellen: Weitere essenzielle Zellen innerhalb des Keimzentrums sind follikuläre dendritische Zellen (fDZ). Sie besitzen weit verzweigte Ausläufer mit denen sie B-Zellen passende Antigene für die Affinitätsprüfung präsentieren[8].
3. T-Zellen: Außerdem befinden sich T-Helferzellen innerhalb des Keimzentrums, die durch Ausschüttung von spezifischen Zytokinen die Reifung der B-Zellen unterstützen können. Sie werden als follikuläre T-Helferzellen (Tfh-Zellen) bezeichnet[9].
4. Makrophagen: Von den im Keimzentrum entstehen B-Zellen überlebt nur ein Bruchteil die Affinitätsprüfung. Die restlichen B-Zellen gehen durch Apoptose zugrunde. Die überbleibenden Zelltrümmer werden durch sogenannte Sternenhimmel-Makrophagen beseitigt. Die so aufgenommenen Zelltrümmer sind innerhalb des Zytoplasmas der Makrophagen ähnlich der Sterne am Nachthimmel zu sehen[10].

## Immunologische Prozesse vor der Keimzentrumbildung
Binden B-Zellen mit ihren B-Zell-Rezeptoren ein natives, lösliches Peptid-Antigen, werden die Rezeptoren samt gebundenen Antigenen in die Zelle aufgenommen. Die Antigene werden proteolytisch gespalten und als Peptid-Fragmente mit einer Länge von 13 bis 17 Aminosäuren an MHCII-Moleküle gebunden. Diese MHCII-Peptid-Komplexe werden auf der Zellmembran präsentiert.
Diese B-Zellen erreichen dann die T-Zell-Bereiche sekundärer lymphatischer Organe. Dort befinden sich möglicherweise für dasselbe Antigen spezifische, bereits aktivierte T-Zellen. Diese erkennen mit ihren T-Zell-Rezeptoren die von den B-Zellen präsentierten MHCII-Peptid-Komplexe. Sie halten die B-Zellen fest, aktivieren sie und bilden mit ihnen am Übergang zwischen T- und B-Zell-Zone einen primären Focus, in dem die B-Zellen proliferieren.
Ein Teil der Nachkommen dieser B-Zellen bildet zwei bis drei Tage nach Aktivierung extrafollikuläre Foci (z. B. in der roten Pulpa der Milz oder in den Marksträngen der Lymphknoten), in denen sie proliferieren und zu Plasmazellen differenzieren. Sie sezernieren in den Foci IgM und IgG mit niedriger Antigenaffinität. Die meisten dieser Zellen sind kurzlebig.
Der andere Teil der B-Zellen wandert zusammen mit den T-Zellen, von denen sie aktiviert wurden, zu den B-Zell-Follikeln, wo sie noch an der Grenze zur T-Zell-Zone Keimzentren bilden.

## Entwicklung und Vorgänge im Keimzentrum

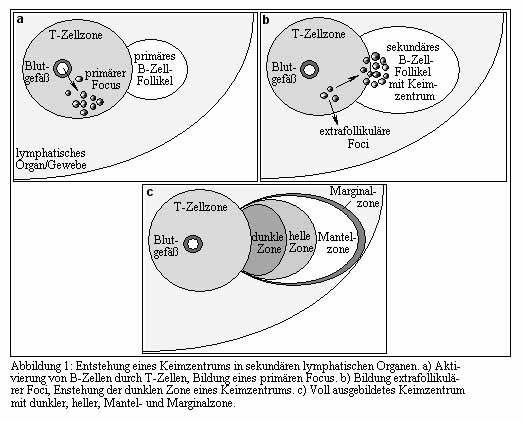

Bei der Entstehung eines Keimzentrums – Keimzentrumsreaktion – entsteht zuerst eine dunkle Zone, in der die aktivierten B-Zellen (Zentroblasten) einer massiven klonalen Expansion (Vermehrung) unterliegen. Dabei kann ein Klassenwechsel der konstanten Region der schweren Kette stattfinden und somatische Mutationen in die Gene für die variablen Regionen der leichten und schweren Ketten der Immunglobuline eingefügt werden. Dies kann zu einer Erhöhung oder Erniedrigung der Affinität der B-Zell-Rezeptoren zu ihrem Antigen führen.
Die B-Zellen wandern dann aus der dunklen Zone heraus in das Netzwerk der follikulären dendritischen Zellen und bilden die äußere, helle Zone des Keimzentrums. Der Eindruck einer „hellen Zone“ im histologischen Bild entsteht dadurch, dass aus den B-Zellen großkernige basophile B-Immunoblasten entstehen, die vom Rand in das Zentrum wandern.
Die B-Zellen (Zentrozyten) teilen sich nun nicht mehr. Die follikulären dendritischen Zellen präsentieren Immunkomplexe aus Komplement, Antikörpern und Antigenen, die sie über Fc- und Komplement-Rezeptoren gebunden haben. Ist die Rezeptoraffinität der Zentrozyten zum Antigen zu gering, können sie mit ihren Rezeptoren nicht an das präsentierte Antigen binden. Ist ihre Affinität aber hoch genug, können sie diese Antigene binden. Der Zentrozyt erhält nun Überlebens- und Differenzierungssignale von dendritischen Zellen und T-Helferzellen.
Daraufhin entwickelt sich der Zentrozyt  entweder zu einer Plasmazellen oder zu einer Gedächtniszellen. Die Entwicklung zu Plasmazellen findet über das Stadium der Plasmablasten statt. Plasmablasten sind noch teilungsfähig, können aber bereits Antikörper sezernieren. Plasmazellen sezernieren auch Antikörper, sind aber nicht mehr teilungsfähig. Die Entwicklung zu Gedächtnis-B-Zellen findet in der Marginalzone statt. Sie können auch in die dunkle Zone des Keimzentrums zurückkehren und erneut einer Keimzentrumsreaktion unterliegen. Ein Großteil der in Keimzentren entstandenen Plasmazellen wandert in das Knochenmark, wo sie zum Antigen hochaffine Antikörper der Klassen IgG, IgE und IgA sezernieren. Außerdem sind sie langlebig (teilweise länger als ein Jahr).
Während des ganzen Prozesses der Keimzentrumsbildung werden die durch die B-Zell-Follikel zirkulierenden B-Zellen immer mehr nach außen gedrückt und bilden eine das Keimzentrum umschließende Mantelzone.